# Човјек у неисправном стању
„Човјек у неисправном стању” је југословенски кратки филм из 1979. године. Режирао га је Велимир Стојановић који је написао и сценарио.

## Улоге
| Глумац          | Улога |
| --------------- | ----- |
| Владо Гаћина    |       |
| Заим Музаферија |       |
| Славко Замола   |       |